# Batalha do Cabo Gloucester
A Batalha do Cabo Gloucester foi uma batalha travada no teatro de operações do Pacífico durante a Segunda Guerra Mundial, ocorrido entre dezembro de 1943 e abril de 1944, na ilha da Nova Bretanha, que é parte do território da Nova Guiné.
A batalha fez parte da Operação Cartwheel, como parte da principal estratégia dos Aliados para tomar as regiões ao sul do Oceano Pacífico entre 1943-44, e foi o segundo grande desembarque de Marines americanos da 1ª Divisão, depois de Guadalcanal.

## Objetivos

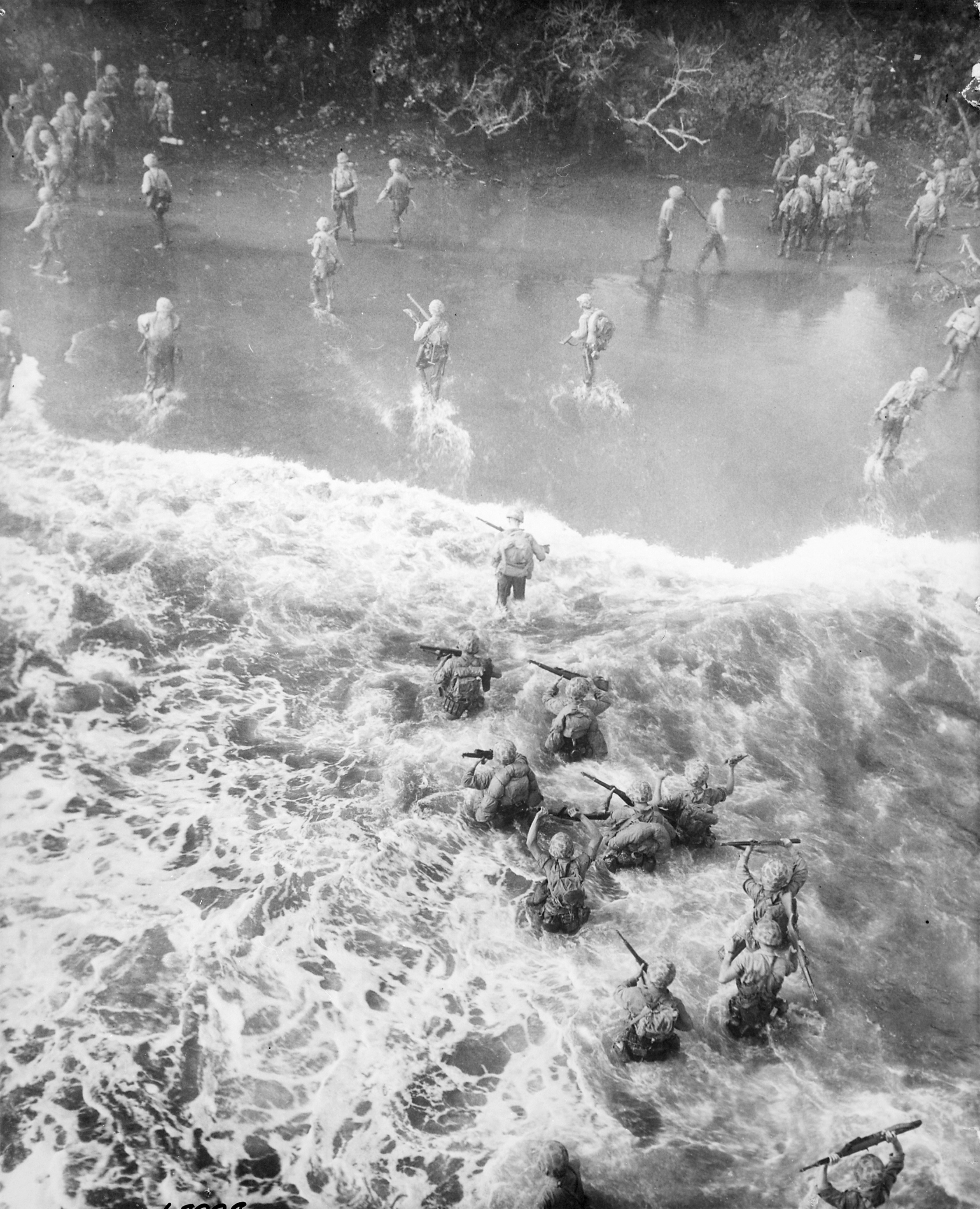
Fuzileiros navais atingem um metro de água agitada ao deixarem seu LST para chegar a uma praia em Cabo Gloucester, Nova Bretanha, 26 de dezembro de 1943.

O principal objetivo dos americanos e australianos era interromper o avanço militar japonês e retomar a região conhecida como Cabo Gloucester. Essa operação deveria ajudar a isolar e a incomodar as forças japonesas em Rabaul. O objetivo secundário era obter uma passagem segura entre a Nova Bretanha e a Nova Guiné.
Operações de apoio ao desembarque em Cabo Gloucester começaram em 15 de dezembro, quando o 112ª Regimento de Cavalaria do Exército americano desembarcou em Arawe na costa central do sul a fim de cortar as linhas de suprimento e reforços dos japoneses, e também para distrair os japoneses da operação em Gloucester.
A operação principal começou em 26 de dezembro com um intenso bombardeio aero-naval às posições japonesas em Cabo Gloucester feito por navios de guerra da Marinha americana e da Marinha australiana, e por aviões da Força Aérea americana (USAAF) e da Real Força Aérea australiana (RAAF). Esses bombardeios foram seguidos por uma invasão terrestre por parte da 1ª Divisão de Fuzileiros americanos, nas Praias Amarelas 1 e 2 e na Praia Verde, sob o comando do Major General William H. Rupertus. Os Marines enfrentaram terreno dificil mas a resistência japonesa foi muito menor do que esperada.

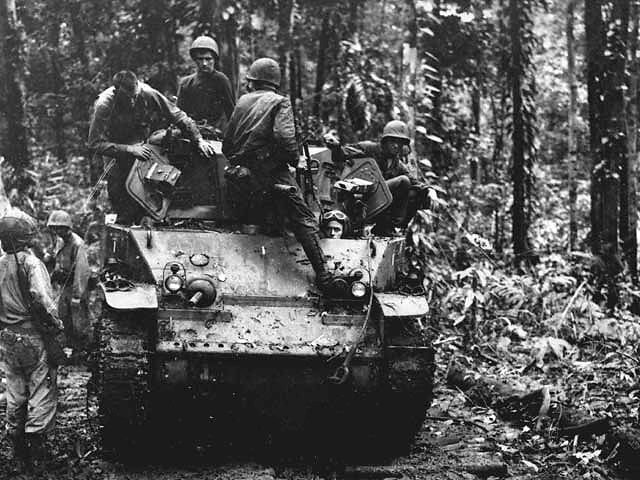
Tanque M5/M5A1 americano em avanço por Cabo Gloucester, em 1944.

Os Fuzileiros americanos enfrentaram e derrotaram as tropas da 17ª Divisão de Infantaria japonesa, comandada pelo Major General Iwao Matsuda. O Quartel-General de Matsuda ficava em Kalingi, que ficava na encosta do Monte Talawe, a 8 km do campo aéreo de Cabo Gloucester.